# Onitis guineensis
Onitis guineensis là một loài bọ cánh cứng trong họ Bọ hung (Scarabaeidae).